# Порошин, Андрей Михайлович
Андре́й Миха́йлович Поро́шин (укр. Андрій Михайлович Порошин; род. 30 сентября 1978, Кировоград) — украинский футболист, игравший на позициях нападающего и полузащитника.

## Биография
Родился 30 июля 1978 года, в Кировограде, в семье игрока местной «Звезды» Михаила Порошина. Под руководством отца делал первые шаги в футболе. С семи лет занимался в кировоградской ДЮСШ-2, первый тренер — Василий Капинус. После школы поступил на факультет физвоспитания Кировоградского педагогического университета. Во время учёбы играл на любительском уровне за команду факультета — «Буревестник-Эльбрус». Там обратил на себя внимание представителей кировоградской «Звезды». Вскоре главный тренер команды Александр Ищенко пригласил Порошина на просмотр, а затем, в 18 лет Андрей подписал со «Звездой» свой первый профессиональный контракт.
Дебютировал за «Звезду» в Высшей лиге чемпионата Украины 17 мая 1997 года, в выездном матче против симферопольской «Таврии», выйдя на замену вместо Александра Михайленко. Всего в элитном дивизионе за «Звезду» провёл 38 игр, забил 2 гола. В 1998 году, во время матча против «Днепра» Порошина заметили представители тираспольского «Шерифа» во главе с главным тренером команды Сергеем Боровским, и предложили ему перейти в молдавский клуб. В связи с тем, что новый тренер «Звезды», Александр Довбий, не предоставлял игроку достаточно игровой практики, Андрей решил покинуть кировоградскую команду.
В «Шерифе» выступал до 2000 года. В составе команды в 1999 году дебютировал в еврокубках, выйдя на поле в матче предварительного раунда Кубка УЕФА против чешской «Сигмы». В 2000 году, в связи с неудовлетворительными результатами, ряд игроков «Шерифа», в том числе и Порошин, были выставлены на трансфер по завышенной стоимости. Из-за этого Андрей, дожидаясь окончания контракта, поддерживал форму в кировоградских любительских клубах «Артемида» и «Икар-МАКБО». Освободившись от обязательств перед «Шерифом», принял предложение Владимира Гуцаева и стал игроком кутаисского «Торпедо». В дебютном сезоне стал лучшим бомбардиром клуба, забив 17 мячей, а «Торпедо» стало чемпионом Грузии. В следующем году, в составе клуба из Кутаиси Порошин провёл 4 матча в квалификации Лиги Чемпионов УЕФА, забил 1 гол в ворота фарерского «Б-36»
В 2003 году, во время выступлений на Кубке Содружества, Порошин обратил на себя внимание Бориса Игнатьева, бывшего в то время спортивным директором московского «Локомотива», который порекомендовал его главному тренеру команды Юрию Сёмину. В результате Порошин был приглашен в состав московского клуба. В течение двух месяцев Андрей тренировался с основой «железнодорожников», однако вскоре клуб подписал Дмитрия Сычёва и Порошину дали понять, что в основном составе он играть не будет. В связи с этим он согласился отправиться в аренду в «Спартак» из Нальчика. В клубе из Кабардино-Балкарии Порошин быстро стал одним из ключевых игроков. На второй год пребывания Андрея в «Спартаке» команда завоевала право выступать в Российской Премьер-Лиге, а Порошин стал лучшим бомбардиром клуба. Перед стартом сезона 2006 года он подписал полноценный контракт с нальчикским клубом, так и не сыграв ни одного матча за «Локомотив».
Дебютировал в высшем российском дивизионе 19 марта 2006 года, в домашнем матче против ЦСКА, на 80-й минуте выйдя на замену вместо Сергея Сердюкова. В следующем матче забил первый гол в РПЛ, в ворота казанского «Рубина». Всего за «Спартак» в Премьер-Лиге забил 4 гола. По окончании сезона Порошин, из-за разногласий с руководством, покинул команду, приняв предложение ярославского «Шинника», выступавшего в первом дивизионе ПФЛ. В течение последующих лет выступал в российской первой лиге за ростовский СКА и белгородскую «Салют-Энергию». В 2010 году перешёл в «Даугаву» из Даугавпилса. Проведя в Латвии полгода, вернулся в родную «Звезду», за которую играл на протяжении четырёх сезонов, после чего завершил выступления на профессиональном уровне. По окончании карьеры выступал в Чемпионате Кировоградской области за любительские клубы из Кировограда и области.

## Достижения
- Чемпион Грузии: 2001/2002
- Обладатель Кубка Молдавии: 1999
- Серебряный призёр Чемпионата Молдавии: 1999/2000
- Серебряный призёр Чемпионата Грузии: 2002/2003
- Победитель Первого дивизиона ПФЛ России: 2007

## Семья
Жена — Валентина — мастер спорта по лёгкой атлетике, входила в сборную Украины. Дети — дочка Анна и сын Иван.